# Eriplatys
Eriplatys är ett släkte av steklar som beskrevs av Förster 1869. Eriplatys ingår i familjen brokparasitsteklar.
Kladogram enligt Catalogue of Life och Dyntaxa:
| Eriplatys | \| \| Eriplatys ardeicollis \| \| \| \| \| \| Eriplatys sawoniewiczi \| \| \| \| |
|           | \| \| Eriplatys ardeicollis \| \| \| \| \| \| Eriplatys sawoniewiczi \| \| \| \| |
|           | Eriplatys ardeicollis                                                            |
|           |                                                                                  |
|           | Eriplatys sawoniewiczi                                                           |
|           |                                                                                  |